# 8660 Sano
A 8660 Sano (ideiglenes jelöléssel 1990 TM1) egy kisbolygó a Naprendszerben. Endate Kin és Vatanabe Kazuró fedezte fel 1990. október 15-én.